# FIFAフェアプレー賞
FIFAフェアプレー賞（英: FIFA Fair Play Award）は、国際サッカー連盟（FIFA）が1987年に創設した、世界中のサッカーに関して良い振る舞いを行った個人もしくは団体に対して贈るフェアプレー賞である。個人（故人を含む）、チーム、サポーター、観客、サッカー協会（サッカー連盟）、サッカーコミュニティなどに贈呈される。各年1もしくは複数の賞が授与され、受賞者が出なかった1994年を除けば毎年受賞者が出ている。

## 受賞者
| 年度 | 受賞者                                           | 受賞理由 | 註  |
| ---- | ------------------------------------------------ | --- | --- |
| 1987 | ダンディー・ユナイテッドのサポーター             | UEFAカップ1986-87、決勝戦で優勝を果たしたヨーテボリを讃えたサポーターの態度 |     |
| 1988 | フランク・オルデネビッツ                         | 試合中ハンドの反則を犯したことを認めPKを申告した | [b] |
| 1988 | ソウルオリンピックサッカー競技の観客             | |     |
| 1989 | トリニダード・トバゴの観客                       | トリニダード・トバゴ代表が1990 FIFAワールドカップ出場をかけて戦った1989 CONCACAF選手権最終戦のホームゲームでアメリカ合衆国代表に敗れワールドカップ出場を逃した後のサポーターの振る舞い                                                                            |     |
| 1990 | ゲーリー・リネカー                               | 15年間、プロサッカー選手として1枚もイエローカードやレッドカードを受けなかった |     |
| 1991 | スペインサッカー連盟                             | |     |
| 1991 | ジョルジーニョ                                   | |     |
| 1992 | ベルギーサッカー協会                             | |     |
| 1993 | ヒデクチ・ナーンドル                             | |     |
| 1993 | ザンビアサッカー協会                             | サッカーザンビア代表の18人とコーチング・サポートスタッフは同年4月に飛行機事故により死亡した。代表再結成後行われた1994 FIFAワールドカップ・アフリカ予選突破に1ゴール足りず出場を逃した同代表に対し授与。                                                           |     |
| 1994 | 該当者なし                                       | |     |
| 1995 | ジャック・グラスマン                             | オリンピック・マルセイユの八百長スキャンダルを明るみに出した点に対して |     |
| 1996 | ジョージ・ウェア                                 | |     |
| 1997 | アイルランド人サポーター                         | 1998 FIFAワールドカップ欧州予選プレーオフ、ベルギー戦における模範的な振る舞いに対して | [l] |
| 1997 | ヨゼフ・ゾヴィネツ（スロバキアのアマチュア選手） | 60年のアマチュアサッカー歴において一度もイエローカードやレッドカードを受けなかった | [l] |
| 1997 | ジュリー・ファウディ                             | 児童労働に対する取り組みに対して | [l] |
| 1998 | アメリカ合衆国サッカー連盟                       | 1998 FIFAワールドカップにおいて対戦したアメリカとイランは国家間同士で約20年に渡る政治的対立が起きていたが、政治的な思惑とは別にフェアプレーを行ったことに対して                                                                                                   |     |
| 1998 | イランサッカー連盟                               | 1998 FIFAワールドカップにおいて対戦したアメリカとイランは国家間同士で約20年に渡る政治的対立が起きていたが、政治的な思惑とは別にフェアプレーを行ったことに対して                                                                                                   |     |
| 1998 | 北アイルランドサッカー協会                       | |     |
| 1999 | ニュージーランドフットボール                     | |     |
| 2000 | ルーカス・ラデベ                                 | 人種差別に対する取り組み |     |
| 2001 | パオロ・ディ・カーニオ                           | GKのポール・ジェラードがピッチ上で負傷した際に手でボールを外に出しプレーを中断させた |     |
| 2002 | 日本と韓国のサッカーコミュニティ                 | |     |
| 2003 | セルティックのサポーター                         | UEFAカップ2003決勝戦前後数日間における模範的な振る舞い |     |
| 2004 | ブラジルサッカー連盟                             | |     |
| 2005 | イキトスのコミュニティ                           | ペルーで同年に開催された2005 FIFA U-17世界選手権において全参加チームに対し組織的で心温まるサポートを行ったことに対して |     |
| 2006 | 2006 FIFAワールドカップのファン                  | |     |
| 2007 | バルセロナ                                       | 世界中の子供達に対する人道・開発支援に対して |     |
| 2008 | トルコサッカー連盟                               | 外交関係を持っていない両国に対し対話を促したことに対して |     |
| 2008 | アルメニアサッカー連盟                           | 外交関係を持っていない両国に対し対話を促したことに対して |     |
| 2009 | ボビー・ロブソン                                 | 彼の選手、監督としてのキャリアにおいて見せた紳士的な振る舞いに対して。同年7月31日死去 |     |
| 2010 | U-17サッカーハイチ代表                           | 2010年1月にハイチを襲った地震により大きな被害を受けた国難の時期に勇気あるプレーを見せたことに対して |     |
| 2011 | 日本サッカー協会                                 | 2011年3月に起きた東日本大震災後、人々が家を失うなど苦しい状況に置かれる中、2011 FIFA女子ワールドカップ決勝においてサッカー日本女子代表が見せた勇気に対して |     |
| 2012 | ウズベキスタンサッカー連盟                       | AFC国際大会に参加したウズベキスタン代表やウズベク・リーグに所属するクラブチームが示したフェアプレーと、サッカー連盟会長のミラバル・ウスマノフがそれらのために行った貢献に対して                                                                                   |     |
| 2013 | アフガニスタンサッカー連盟                       | 国内の紛争の中、草の根レベルにおけるサッカー発展やインフラ整備に大きく貢献し、全国リーグを再開したことに対して |     |
| 2014 | 2014 FIFAワールドカップボランティア              | |     |
| 2015 | 難民を支援するすべてのサッカー組織               | |     |
| 2016 | アトレティコ・ナシオナル                         | コパ・スダメリカーナ2016の決勝戦で対戦予定だったシャペコエンセがラミア航空2933便墜落事故にて多数の死傷者を出し、決勝戦が開催できなくなったことに際し、優勝を譲ると表明したことに対して                                                                            |     |
| 2017 | フランシス・コネ                                 | 試合中に敵の選手同士が衝突し、意識を失ったGKを救助したことに対して |     |
| 2018 | レンナルト・ティー                               | DNA検査で合致する白血病患者が見つかり、献血を優先するため優勝を争っていたクラブとの試合への不出場し、トレーニングも中止した |     |
| 2019 | リーズ・ユナイテッド                             | 激しいタックルで相手FWからボールを奪ったリーズ・ユナイテッドがそのままプレーの中断を求めるアストン・ヴィラ守備陣を尻目に先制したがその直後、ビエルサ監督はキックオフから自軍の選手たちに動かないよう指示を出して対戦相手に同点弾を与え、1-1に終わった試合を称えて |     |
| 2019 | マルセロ・ビエルサ                               | 激しいタックルで相手FWからボールを奪ったリーズ・ユナイテッドがそのままプレーの中断を求めるアストン・ヴィラ守備陣を尻目に先制したがその直後、ビエルサ監督はキックオフから自軍の選手たちに動かないよう指示を出して対戦相手に同点弾を与え、1-1に終わった試合を称えて |     |
| 2020 | マッティア・アグネーゼ                           | 試合中に衝突し意識を失った選手に対し適切な応急処置を施し、命を救った |     |
| 2021 | デンマーク代表メディカル・コーチングスタッフ     | UEFA EURO 2020のデンマーク vs フィンランド戦でクリスティアン・エリクセンが倒れた後、それぞれ勇敢に対応し、心肺蘇生法（CPR）を即座に行い、輪を作ってカメラから選手を守ったことに対して                                                                             |     |
| 2022 | ルカ・ロホシヴィリ                               | オーストリア・ブンデスリーガの試合中に対戦相手のゲオルク・タイグルが衝突して意識を失って舌を飲み込んだ際に、同選手の気道確保と回復に決定的な役割を果たした |     |
| 2023 | ブラジル代表                                     | 2023年6月に行われたギニアとの親善試合で、セレソンは反人種主義を表明するため、伝統的な黄色のユニフォームから黒一色のユニフォームに変更した。 |     |

### 註
- b  – ヴェルダー・ブレーメンの選手は1988年5月7日の1.FCケルンとの国内リーグ戦において審判にPKを行うよう申告した。ケルンはこの試合に2-0で勝利した[10]。翌年、彼はケルンへと移籍した。
- l  – Caroline Hanlonはサポーターを代表して受け入れを行った。